# Bolitoglossa lozanoi
Bolitoglossa lozanoi es una especie de salamandras en la familia Plethodontidae.
Es endémica de Colombia.
Su hábitat natural son bosques húmedos tropicales o subtropicales a baja altitud.
Está amenazada de extinción debido a la destrucción de su hábitat.